# Mitromorpha alphonsiana
Mitromorpha alphonsiana é uma espécie de gastrópode do gênero Mitromorpha, pertencente a família Mitromorphidae.